# Tropiskt år
Tropiskt år, naturligt år, är jordens omloppstid relativt vårdagjämningspunkten. Ett medelvärde på dess längd är 365 dygn, 5 timmar, 48 minuter, och 45 sekunder (= 365,2421875 dygn).
Vårdagjämningspunkten flyttar sig en aning på stjärnhimlen. Därför finns det andra sätt att definiera årets längd. Den långsamma förflyttningen kallas precession.